# Tihon Nikolajevič Hrenikov
Tihon Nikolajevič Hrenikov [tíhon nikolájevič hrénikov] (rusko Ти́хон Никола́евич Хре́нников), ruski skladatelj, pianist in filmski igralec, * 10. junij (28. maj, ruski koledar) 1913, Jelec, Orlovska gubernija Ruski imperij, † 14. avgust 2007, Moskva, Rusija.
Hrennikov je bil vodja Zveze skladateljev SZ, udejstvoval pa se je tudi politično. Napisal je tri simfonije, štiri koncerte za klavir, dva violinska koncerta, dva koncerta za čelo, pisal opere, operete, balete, komorno, spremljevalno in filmsko glasbo.
Po njem se imenuje asteroid 4515 Hrenikov (Khrennikov), ki ga je odkril 28. septembra 1973 Černih na Krimskem AFO.